# Úmoří

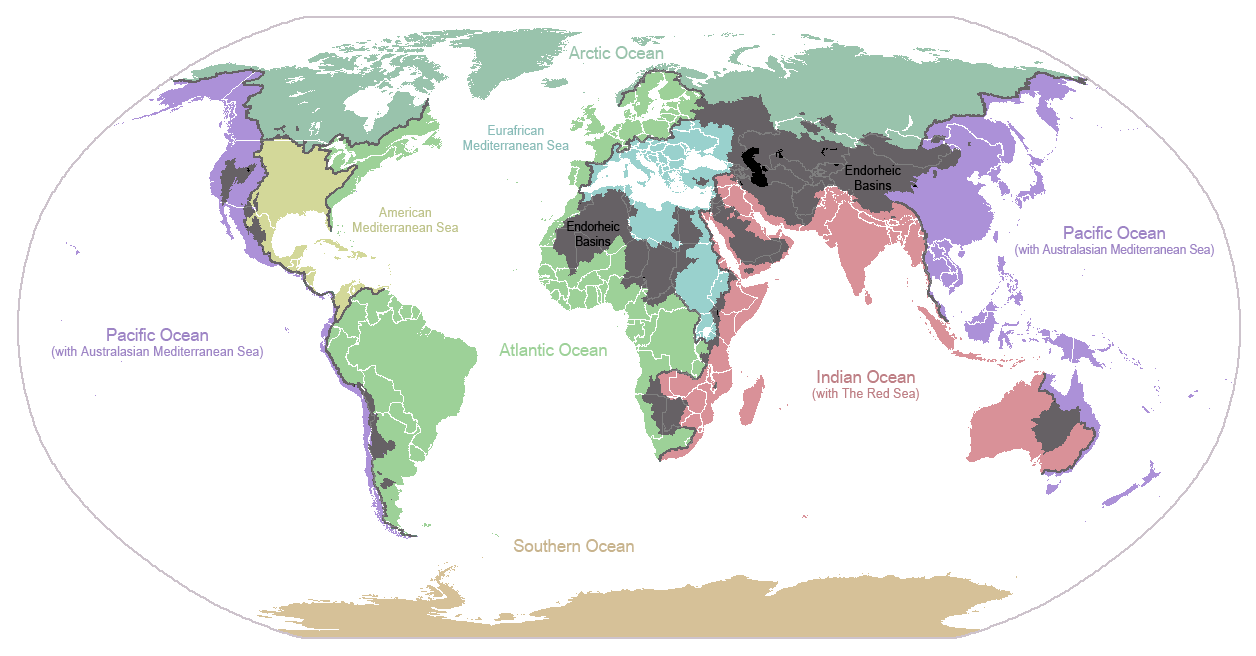
Světová úmoří. Legenda: fialová – Tichý oceán, růžová – Indický oceán, zelená – Atlantský oceán, tmavě zelená – Severní ledový oceán, béžová – Jižní oceán, žlutá – Mexický záliv, světle modrá – Středozemní moře, šedá – bezodtoké oblasti

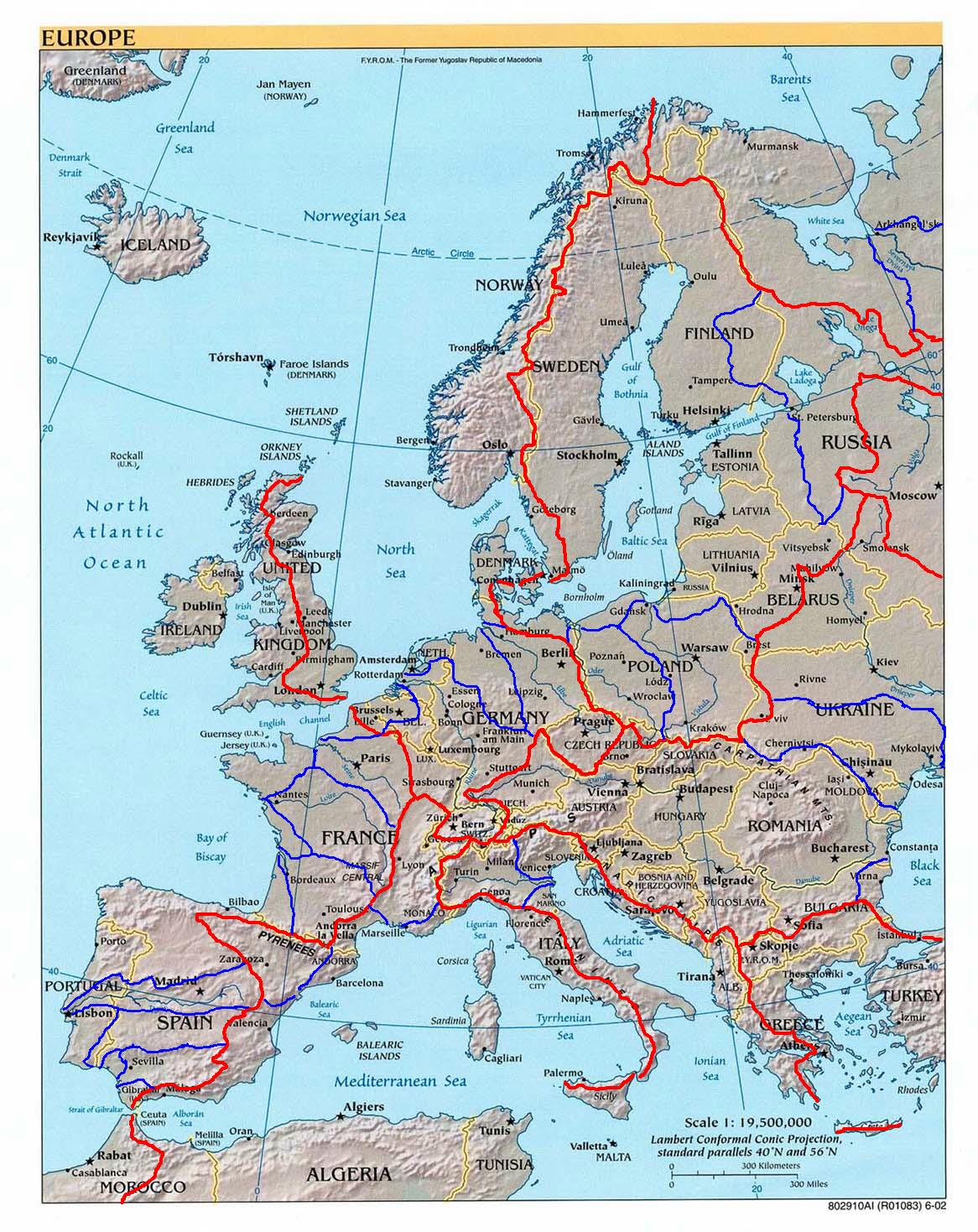
Evropská úmoří s červeně vyznačenými rozvodími

Úmoří je část pevniny, ze které všechna povrchová voda teče do jednoho moře nebo oceánu. Pomyslná hranice mezi úmořími jsou hlavní rozvodí. Nejvyšší kategorie úmoří je podle oceánu, z nichž se někdy ještě vydělují některé specifické části (např. Středozemní moře z Atlantiku). Bezodtoké oblasti nepatří k úmoří žádného oceánu a lze zde hovořit jen o povodích jednotlivých jezer nebo řek.

## Hlavní světová úmoří
Asi 48,71 % světové pevniny spadá do úmoří Atlantského oceánu. V Severní Americe povrchová voda odtéká do Atlantiku přes řeku svatého Vavřince a povodí Velkých jezer, východní pobřeží Spojených států amerických, kanadské pobřežní provincie a většinu Newfoundlandu a Labradoru. Téměř všechna voda z Jižní Ameriky východně od And také odtéká do Atlantiku, stejně jako voda z většiny západní a střední Evropy a největší části západní subsaharské Afriky, stejně jako Západní Sahary a části Maroka.
Povodí Karibského moře a Mexického zálivu zahrnuje většinu vnitrozemí USA mezi Apalačským pohořím a Skalnatými horami, malou část kanadských provincií Alberta a Saskatchewan, východní část Střední Ameriky, ostrovy Karibiku a Mexického zálivu a malou část severu Jižní Ameriky. Povodí Středozemního a Černého moře zahrnuje velkou část severní Afriky, východní a střední Afriky (přes řeku Nil), jižní, střední a východní Evropu, Turecko a pobřežní oblasti Izraele, Libanonu a Sýrie.
Severní ledový oceán odvodňuje většinu západní a severní Kanady východně od kontinentálního rozvodí, severní Aljašku a části Severní Dakoty, Jižní Dakoty, Minnesoty a Montany ve Spojených státech amerických, severní pobřeží Skandinávského poloostrova v Evropě, střední a severní Rusko a části Kazachstánu a Mongolska v Asii, což představuje přibližně 17 % světové pevniny.
Do Tichého oceánu odtéká voda z pouze přibližně 13 % světové pevniny. Jeho povodí zahrnuje velkou část Číny, východní a jihovýchodní Rusko, Japonsko, Korejský poloostrov, většinu Indočíny, Indonésie a Malajsie, Filipíny, všechny tichomořské ostrovy, severovýchodní pobřeží Austrálie a Kanadu a Spojené státy americké na západ od kontinentálního rozvodí (včetně většiny Aljašky), stejně jako západní Střední Ameriku a Jižní Ameriku západně od And.
Úmoří Indického oceánu také zahrnuje asi 13 % zemské pevniny. Odvodňuje východní pobřeží Afriky, pobřeží Rudého moře a Perského zálivu, indický subkontinent, Barmu a většinu Austrálie.

## Úmoří v Česku
Na území Česka zasahuje podle zvoleného měřítka jedno až tři úmoří. Celá země patří k úmoří Atlantiku, v podrobnějším dělení pak částečně k vlastnímu Atlantiku a částečně ke Středozemnímu moři, a konkrétně odsud odtékají vody do tří moří – Baltského, Černého a Severního. Hlavní evropské rozvodí (mezi Středomořím a ostatním Atlantikem) prochází na českém území po hřebenech Českého lesa, Šumavy, Novohradských hor, Českomoravské vrchoviny, Jeseníků a Beskyd. Všechna tři česká úmoří se dotýkají v masivu Králického Sněžníku, na hoře Klepáč (1145 m n. m.).
- Úmoří Černého moře – řeka Morava, pravostranné přítoky Váhu a levostranné přítoky Dunaje – odvádějí vodu do Dunaje a tudy do Černého moře
- Úmoří Severního moře – řeka Labe, která odvádí vodu do Severního moře
- Úmoří Baltského moře – řeka Odra (a její přítoky, zejména Lužická Nisa), která odvádí vodu do Baltského moře